# جبل عديد
 جبل عديد (العبرية: הר כַּרְכּוֹם) هو جبل في النقب الجنوبي، حيث عثر فيه على الكثير من المواقع الأثرية والمنحوتات الصخرية. كان عالم الآثار إيمانويل أناتي اليهودي، الذي صنّف الجبل كجزء من سلسلة جبال سيناء من الكتاب المقدس، وهو تعريف غير مقبول لدى معظم المجتمع البحثي في علم الآثار.

## الموقع والجغرافيا
جبل عديد يعود جذر الكلمة في اللغة العربية قد يشير إلى كلمة «العيد» بمعنى العطلة، وكذلك كلمة عديد بمعنى متعدد الأوجه. أعطى الاحتلال اسمًا عبريًا للجبل له بعد حرب عام 1948 واحتلال فلسطين، من قبل لجنة الأسماء الحكومية. نظر أعضاء اللجنة في صورة الجبل مقابل غروب الشمس واختاروا اسم «جبل الزعفران» (بالعبرية:כרכום, تلفظ كركم)، الذي سمي على اسم زهرة الزعفران التي ألوانها صفراء وبيضاء  .
يقع الجبل جنوبا في النقب، من الجهة الشمالية لوادي الجرافي (بالعبرية: נחל פארן، فاران) يبعد نحو 25 كيلومترا هوائيا، في الطرف الجنوبي الغربي من جبل رأس الرمان. يحوي جبل عديد صخورًا رسوبية من الحجر الجيري من فترة العصر الأيوسيني (قبل انسحاب بحر تيثيس القديم من مناطق النقب).
ينبع من سفحه المركزي وادي عديد، والعديد من الوديان الأخرى الثانوية. من الصعب الوصول إلى الجبل بسبب ضلوعه المنتصبة، والتي يصل ارتفاعها إلى حوالي 200 مترًا فوق المناطق المحيطة بها. تبلغ قمته الجبلية في الجزء العلوي من الجبل حوالي 847 مترًا فوق مستوى سطح البحر.

## الاكتشافات الأثرية في جبل عديد وحوله
تم حفر حوالي 1200 موقع في المنطقة، تم خلالها العثور على بقايا أثرية، يرجع تاريخها في معظمها إلى العصر الحجري القديم، العصر الحجري الحديث والبرونزي المبكر. وبالإضافة إلى هذه المواقع يوجد في جبل عديد والمناطق المحيطة به أكثر من 40,000 النقوش الفن الصخري، «حدائق النحت» والمنحوتات على هيئة جسم إنسان.
وفقا لاكتشافت عناتي -الباحث الإيطالي الذي أكتشف تاريخ الجبل، بأن الآثار المكتشفة في 1992 يعود عمرها لأكثر من 30,000 سنة، ويتألف من أربعين صخرة كبيرة ذات أشكال طبيعية التي جمعت من قبل البشر الأوائل ووضعت في قمة الجبل. تم العثور على 220 حجرًا إضافيًا على الأرض في هذه المنطقة، يبدو أنها تشير لمكان مقدّس وإذا كان كذلك فهي تعود للعصر الحجري القديم السفلي، فقد يكون هذا الجبل مقدسًا من قبل البشر الأوائل. يعود وجودها بسب تنقل الرئيسي لإنسان العصر الحجري القديم بين إفريقيا وآسيا. عثر في الجبل على أدوات من الصوان الأفريقي من صنع محلي تعود إلى العصر الحجري القديم والوسطى.
تم التخلي عن المنطقة في فترة العصر الحجري الحديث، ومرة أخرى أصبح نشطا مرة أخرى خلال العصر البنزوني (BAC (BAC=Bronze Age Complex)، التي يدعوها عاناتي الفترة الفترة النحاسي حتى نهاية العصر البرونزي إلى الأوسط الأوّل. في قمة الجبل توجد مواقع للدفن والعبادة، وعند سفحها توجد العديد من المواقع السكنية وأماكن العبادة التي يعود تاريخها إلى هذه الفترة. وفقا لعاناتي خلال هذه الفترة تم استخدام الجبل لنشاط طقوسي واسع النطاق. ثم تم التخلي عن الجبل مرة أخرى لمعظم الألفية الثانية ق.م. يدعي أناتولي أن جبل عديد كان أول مركز طقوسي في الألفية الثالثة قبل الميلاد، التي كانت تشبة مكّة حيث تعود إلى عصور ما قبل التاريخ حيث كانت مجموعات كبيرة من الناس يأتون إليها للعبادة فيبنون معسكراتهم عند سفح الجبل ويصعدون للعبادة.
1. ↑  "معلومات عن جبل عديد على موقع viaf.org". viaf.org. مؤرشف من الأصل في 2019-11-18.
2. ↑  "معلومات عن جبل عديد على موقع id.loc.gov". id.loc.gov. مؤرشف من الأصل في 2020-10-31.
3. ↑  "معلومات عن جبل عديد على موقع geonames.org". geonames.org. مؤرشف من الأصل في 2020-01-13.
4. ↑  قالب:Ynet